# Турецко-черногорские отношения
Турецко-черногорские отношения — двусторонние дипломатические отношения между Турцией и Черногорией. Государства являются членами Совета Европы, Союза для Средиземноморья и НАТО.

## История
12 июня 2006 года Турция признала независимость Черногории от Сербии. 3 июля 2006 года государства установили официальные дипломатические отношения.

## Торговля
В 2012 году объём товарооборота между странами составил сумму 40,1 миллиона евро, а прямые инвестиции из Турции составили сумму 25 млн евро. В 2020 году объём товарооборота между странами составил сумму 121 909 770 евро, а прямые инвестиции из Турции в Черногорию составили сумму 25,9 млн евро, что делает эту страну 10-м по величине инвестором в экономику Черногории.

## Культурное сотрудничество
Турция предоставляет стипендии черногорским студентам в рамках государственных программ и Большого студенческого проекта. Для мусульман Черногории, желающих получить религиозное образование, «Turkish Foundation for Religion» ежегодно предоставляет стипендии.

## Туризм
Количество турецких туристов в Черногории:
| Год  | Количество туристов | Количество проведенных ночей |
| ---- | ------------------- | ---------------------------- |
| 2012 | 13197               | 24021                        |
| 2011 | 18872               | 91089                        |
| 2010 | 6246                | 11010                        |
| 2009 | 2255                | 5079                         |

## Военное сотрудничество
В 2018 году государства углубили военные связи, подписав соглашение, предусматривающее сотрудничество в оборонной промышленности в отношении производства и торговли оборонными товарами и услугами, технического обслуживания и материально-технического обеспечения. До 2018 года Турция не считалась крупным военным партнером Черногории.

## Дипломатические представительства
- Турция имеет посольство в Подгорице[6].
- У Черногории имеется посольство в Анкаре[1].